# Zupanc
Zupanc je 35. najbolj pogost priimek v Sloveniji, ki ga je po podatkih Statističnega  urada Republike Slovenije na dan 31. decembra 2007 uporabljalo 2034 oseb, na dan 1. januarja 2011 2044 oseb,  na dan 1. januarja 2024 pa 2030 oseb. Pojavlja se tudi v obliki Zupanec.

## Znani nosilci priimka
- Alojzij Zupanc (1893—1974), duhovnik, vzgojitelj, čebelar in zgodovinar
- Alojzij Zupanc  (* 1927), generalmajor Jugosovanske ljudske armade
- Anka Zupanc Pavlović (* 1943), filmska igralka
- Barbara Zupanc Oberwalder, bibliotekarka, muzealka
- Brane Zupanc (* 1950), pesnik
- Branko Zupanc (* 1947), diplomat
- Ciril Zupanc (1925—2016), podpolkovnik, zgodovinski publicist
- Damijan Zupanc - Dami Zupi, ultramaratonski kolesar
- Darko Zupanc (* 1960), matematik, direktor državnega izpitnega centra
- Dragomir Zupanc (* 1946), slovensko-srbski cineast
- Ferdinand Zupanc (1924-2003), vterinar
- Franc Zupanc (1853—1922), zdravnik, šolnik in javnozdravstveni publicist
- Ivan Zupanc (1911—1986), skladatelj, zborovodja, regens chori
- Jaka Zupanc (* 1987), hokejist
- Janez Zupanc (* 1986), veslač
- Jernej Zupanc, raziskovalec računalniškega vida
- Josip Zupanc (1876—1937), enolog, vinogradniški strokovnjak
- Jože Zupanc (1937—2021), predsednik združenja civilnih invalidov vojne
- Klemen Zupanc (* 1989), slikar
- Lojze Zupanc (1906—1973), pisatelj, dramatik, pesnik in publicist
- Marjan Zupanc, arhitekt
- Marko Zupanc, častnik, lokostrelec
- Marko Zupanc (* 1971), glasbenik
- Marta Zupanc (* 1964), kegljavka
- Martin Zupanc (1879—1951), živinorejski strokovnjak
- Neža Zupanc, flavtistka in skladateljica
- Nika Zupanc (* 1974), industrijska oblikovalka
- Oskar Zupanc, zdravnik ortoped, profesor
- Peter Zupanc (* 1968), pisatelj
- Peter Zupanc (* 1982), atlet, metalec kopja
- Radovan Zupanc, luzitanist (strokovnjak za Portugalsko)
- Rudi Zupanc (1962—2004), odbojkar
- Rudolf Zupanc (* 1937), športni padalec, letalski inštruktor
- Špela Zupanc, bibliotekarka, vodja bibliografskega oddelka Narodne in univerzitetne knjižnice v Ljubljani
- Tatjana Lejko Zupanc (* 1955), zdravnica infektologinja
- Tomaž Zupanc, predstojnik Inštituta za sodno medicino Medicinske fakultete v Ljubljani